# WSW World Championship
O WSW World Championship é um título de wrestling profissional disputado na World Stars of Wrestling. Foi introduzido a 28 de Setembro de 2008 no evento inaugural da nova liga World Stars of Wrestling, WSW Inception no Pavilhão José Afonso em Grândola, Portugal com a realização de um combate entre os dois vencedores de uma battle royal previamente realizada no mesmo evento (vencida por Joe E. Legend e Shannon Moore). De momento é o único título a ser disputado na WSW, sendo um título de estatuto mundial, disputado em qualquer país onde a WSW realize eventos, entre lutadores de qualquer categoria de peso e nacionalidade. O actual campeão é Rob Van Dam.

## História
O cinto que representa o WSW World Champion foi fabricado pela empresa norte-americana Wildcat Championship Belts e apresentado em foto no site da mesma (consultar o link abaixo).

## Lista de WSW World Champions
| Wrestler         | Nº Títulos | Data                   | Local / Tipo de combate / Evento                  |
| ---------------- | ---------- | ---------------------- | ------------------------------------------------- |
| Shannon Moore(1) | 1          | 28 de Setembro de 2008 | Grândola WSW Inception                            |
| Rob Van Dam(2)   | 1          | 11 de Setembro de 2009 | Portimão WSW European Championship - Portugal '09 |
| Bammer(3)        | 1          | 1 de Maio de 2017      | World Stars of Wrestling: Oeiras                  |

(1) Shannon Moore foi co-vencedor de uma battle royal juntamente com Joe E. Legend. Ambos se enfrentaram num combate final para determinar o primeiro WSW World Champion.
(2) O título foi declarado vago quando Shannon Moore se encontrou inapto a defendê-lo no WSW European Championship - Portugal '09. Rob Van Dam, escolhido pelos fãs para defrontar Joe E. Legend pelo título através de uma iniciativa de votações por SMS, derrotou-o, sagrando-se novo WSW World Champion.

## Lista de Reinos combinados
As of março 20, 2025
| Ranking | Wrestler      | # Of Reigns | Combined Days |
| ------- | ------------- | ----------- | ------------- |
| 1.      | Rob Van Dam   | 1           | 821 +         |
| 2.      | Shannon Moore | 1           | 348           |